# Parastheneboea laetior
Parastheneboea laetior is een insect uit de orde Phasmatodea en de familie Diapheromeridae.